# 职能社会主义
职能社会主义（瑞典語：Funktionssocialism）是瑞典社会民主工人党理论家冈纳·阿德勒-卡尔松在1969年发表的著作《职能社会主义》中提出的理论。该理论认为，所有权并非一个不可分割的整体概念，而是与具体物品相关的一系列职能的总和。这种对所有权问题的新理解引出了一个结论：“为了实现社会主义目标，完全没有必要在社会上进行全面的社会化，而只需对所有权的某些职能进行社会化。”通过剥夺资本家的某些职能，可以限制他们的经济权力，使其“像国王那样名存实亡”，从而实现资本主义向社会主义的和平转变。
阿德勒-卡尔松指出，所谓“混合经济”的本质并不是多种所有制成分的并存，而是所有权职能的部分社会化与非社会化的共存。他认为东西方之间的“趋同”现象并不是指所有制的变化或个别因素的发展，而是指所有权职能的社会化与非社会化之间的比例关系趋于一致。采用“职能社会化”的方法，可以帮助发展中国家摆脱外国资本的控制和内部封建关系的束缚，走上独立发展的道路；也能提高东方国家的经济组织效率，促进与西方国家的有益经济交流；同时，它还可以帮助西方国家消除与资本主义私有制相关的弊病，从而比较彻底地剥夺资本家过于集中的经济权力，使其名存实亡。